# Volmunster
Volmunster és un municipi francès situat al departament del Mosel·la i a la regió del Gran Est. L'any 2007 tenia 864 habitants.

## Demografia

### Població
El 2007 la població de fet de Volmunster era de 864 persones. Hi havia 336 famílies, de les quals 80 eren unipersonals (40 homes vivint sols i 40 dones vivint soles), 96 parelles sense fills, 120 parelles amb fills i 40 famílies monoparentals amb fills.
La població ha evolucionat segons el següent gràfic:
Habitants censats

### Habitatges
El 2007 hi havia 362 habitatges, 345 eren l'habitatge principal de la família i 17 estaven desocupats. 279 eren cases i 82 eren apartaments. Dels 345 habitatges principals, 248 estaven ocupats pels seus propietaris, 81 estaven llogats i ocupats pels llogaters i 16 estaven cedits a títol gratuït; 7 tenien dues cambres, 36 en tenien tres, 64 en tenien quatre i 238 en tenien cinc o més. 315 habitatges disposaven pel capbaix d'una plaça de pàrquing. A 151 habitatges hi havia un automòbil i a 168 n'hi havia dos o més.

### Piràmide de població
La piràmide de població per edats i sexe el 2009 era:
| Homes | Edats   | Dones |
| ----- | ------- | ----- |
| 0     | 95 o +  | 0     |
| 0     | 90 a 94 | 8     |
| 0     | 85 a 89 | 8     |
| 4     | 80 a 84 | 4     |
| 12    | 75 a 79 | 8     |
| 20    | 70 a 74 | 8     |
| 28    | 65 a 69 | 28    |
| 20    | 60 a 64 | 16    |
| 20    | 55 a 59 | 20    |
| 24    | 50 a 54 | 24    |
| 24    | 45 a 49 | 24    |
| 36    | 40 a 44 | 32    |
| 36    | 35 a 39 | 36    |
| 36    | 30 a 34 | 24    |
| 52    | 25 a 29 | 44    |
| 36    | 20 a 24 | 28    |
| 20    | 15 a 19 | 44    |
| 20    | 10 a 14 | 32    |
| 28    | 5 a 9   | 28    |
| 16    | 0 a 4   | 32    |

## Economia
El 2007 la població en edat de treballar era de 567 persones, 402 eren actives i 165 eren inactives. De les 402 persones actives 364 estaven ocupades (219 homes i 145 dones) i 38 estaven aturades (17 homes i 21 dones). De les 165 persones inactives 49 estaven jubilades, 38 estaven estudiant i 78 estaven classificades com a «altres inactius».

### Ingressos
El 2009 a Volmunster hi havia 347 unitats fiscals que integraven 860 persones, la mediana anual d'ingressos fiscals per persona era de 17.659 €.

### Activitats econòmiques
Dels 52 establiments que hi havia el 2007, 3 eren d'empreses extractives, 3 d'empreses alimentàries, 6 d'empreses de fabricació d'altres productes industrials, 5 d'empreses de construcció, 10 d'empreses de comerç i reparació d'automòbils, 3 d'empreses de transport, 5 d'empreses d'hostatgeria i restauració, 2 d'empreses financeres, 2 d'empreses de serveis, 11 d'entitats de l'administració pública i 2 d'empreses classificades com a «altres activitats de serveis».
Dels 18 establiments de servei als particulars que hi havia el 2009, 1 era una oficina d'administració d'Hisenda pública, 1 gendarmeria, 1 oficina de correu, 1 una oficina bancària, 5 tallers de reparació d'automòbils i de material agrícola, 1 autoescola, 2 guixaires pintors, 1 lampisteria, 1 perruqueria, 3 restaurants i 1 saló de bellesa.
Dels 3 establiments comercials que hi havia el 2009, 1 era una botiga de més de 120 m², 1 una botiga de menys de 120 m² i 1 una sabateria.
L'any 2000 a Volmunster hi havia 15 explotacions agrícoles que ocupaven un total de 729 hectàrees.

## Equipaments sanitaris i escolars
L'únic equipament sanitari que hi havia el 2009 era una farmàcia.
El 2009 hi havia 1 escola maternal integrada dins d'un grup escolar amb les comunes properes formant una escola dispersa i 1 escola elemental integrada dins d'un grup escolar amb les comunes properes formant una escola dispersa.

## Poblacions més properes
El següent diagrama mostra les poblacions més properes.